# لطف أباد (اسماعيلي كرمان)
لطف أباد (بالفارسية: لطف‌آباد) هي قرية تقع في إيران في منطقة إسماعيلي. يقدر عدد سكانها بـ 75 نسمة بحسب إحصاء 2016.